# Cantón de Montrésor
El cantón de Montrésor era una división administrativa francesa, que estaba situada en el departamento de Indre y Loira y la región de Centro-Valle de Loira.

## Composición
El cantón estaba formado por diez comunas:
- Beaumont-Village
- Chemillé-sur-Indrois
- Genillé
- Le Liège
- Loché-sur-Indrois
- Montrésor
- Nouans-les-Fontaines
- Orbigny
- Villedômain
- Villeloin-Coulangé

## Supresión del cantón de Montrésor
En aplicación del Decreto n.º 2014-179 de 18 de febrero de 2014, el cantón de Montrésor fue suprimido el 22 de marzo de 2015 y sus 10 comunas pasaron a formar parte del nuevo cantón de Loches.